# Excel Esports
Excel Esports (anteriorment exceL Esports) és una organització britànica d'esports electrònics amb equips actius a League of Legends, Fortnite Battle Royale i Valorant. El seu equip principal de League of Legends és un dels deu equips que competeixen al League of Legends European Championship (LEC), el màxim nivell professional de League of Legends a Europa. També tenen un equip de més baixa categoria, JD|XL, competint a la Northern League of Legends Championship (NLC).

## Equip de League of Legends
| Odoamne   | Andrei Pascu     | Toplaner   |
| Xerxe     | Andrei Dragomir  | Jungla     |
| Vetheo    | Vincent Berrié   | Midlaner   |
| Patrik    | Patrik Jírů      | AD Carry   |
| Targamas  | Raphaël Crabbé   | Suport     |
| Youngbuck | Joey Steltenpool | Entrenador |